# 일리에 볼로잔
일리에 가브릴 볼로잔(루마니아어: Ilie Gavril Bolojan, 루마니아어 발음: [iˈli.e boˈloʒan], 1969년 3월 17일~)은 루마니아의 정치인이다. 오라데아 시장, 비호르주 의회의장을 역임했으며 2024년부터 루마니아 의회의장을 맡고 있다. 2025년 2월 루마니아 대통령 클라우스 이오하니스가 사임하자 임시 대통령에 올랐다.